# Parigny-les-Vaux
Parigny-les-Vaux est une commune française située dans le département de la Nièvre, en région Bourgogne-Franche-Comté.

## Géographie
Parigny-les-Vaux se situe à 15 km au nord de Nevers.

### Communes limitrophes
Les communes limitrophes sont Guérigny, Varennes-Vauzelles, Chaulgnes, Pougues-les-Eaux, Saint-Aubin-les-Forges et Urzy.

### Climat
Pour des articles plus généraux, voir Climat de la Bourgogne-Franche-Comté et Climat de la Nièvre.
En 2010, le climat de la commune est de type climat océanique dégradé des plaines du Centre et du Nord, selon une étude du Centre national de la recherche scientifique s'appuyant sur une série de données couvrant la période 1971-2000. En 2020, Météo-France publie une typologie des climats de la France métropolitaine dans laquelle la commune est exposée à un climat océanique altéré et est dans la région climatique  Centre et contreforts nord du Massif Central, caractérisée par un air sec en été et un bon ensoleillement. 
Pour la période 1971-2000, la température annuelle moyenne est de 10,9 °C, avec une amplitude thermique annuelle de 15,6 °C. Le cumul annuel moyen de précipitations est de 908 mm, avec 12,6 jours de précipitations en janvier et 8,4 jours en juillet. Pour la période 1991-2020, la température moyenne annuelle observée sur la station météorologique de Météo-France la plus proche, « Guerigny », sur la commune de Guérigny à 4 km à vol d'oiseau, est de 11,7 °C et le cumul annuel moyen de précipitations est de 910,8 mm. 
La température maximale relevée sur cette station est de 42,5 °C, atteinte le 9 août 2003 ; la température minimale est de −14,1 °C, atteinte le 9 février 2012,,. 
Les paramètres climatiques de la commune ont été estimés pour le milieu du siècle (2041-2070) selon différents scénarios d'émission de gaz à effet de serre à partir des nouvelles projections climatiques de référence DRIAS-2020. Ils sont consultables sur un site dédié publié par Météo-France en novembre 2022.

## Urbanisme

### Typologie
Au 1er janvier 2024, Parigny-les-Vaux est catégorisée commune rurale à habitat dispersé, selon la nouvelle grille communale de densité à sept niveaux définie par l'Insee en 2022.
Elle est située hors unité urbaine. Par ailleurs la commune fait partie de l'aire d'attraction de Nevers, dont elle est une commune de la couronne,. Cette aire, qui regroupe 93 communes, est catégorisée dans les aires de 50 000 à moins de 200 000 habitants,.

### Occupation des sols
L'occupation des sols de la commune, telle qu'elle ressort de la base de données européenne d’occupation biophysique des sols Corine Land Cover (CLC), est marquée par l'importance des territoires agricoles (54,2 % en 2018), une proportion sensiblement équivalente à celle de 1990 (54,5 %). La répartition détaillée en 2018 est la suivante : forêts (43,2 %), prairies (39 %), terres arables (14,3 %), zones urbanisées (1,4 %), milieux à végétation arbustive et/ou herbacée (1,2 %), zones agricoles hétérogènes (0,9 %). L'évolution de l’occupation des sols de la commune et de ses infrastructures peut être observée sur les différentes représentations cartographiques du territoire : la carte de Cassini (XVIIIe siècle), la carte d'état-major (1820-1866) et les cartes ou photos aériennes de l'IGN pour la période actuelle (1950 à aujourd'hui).

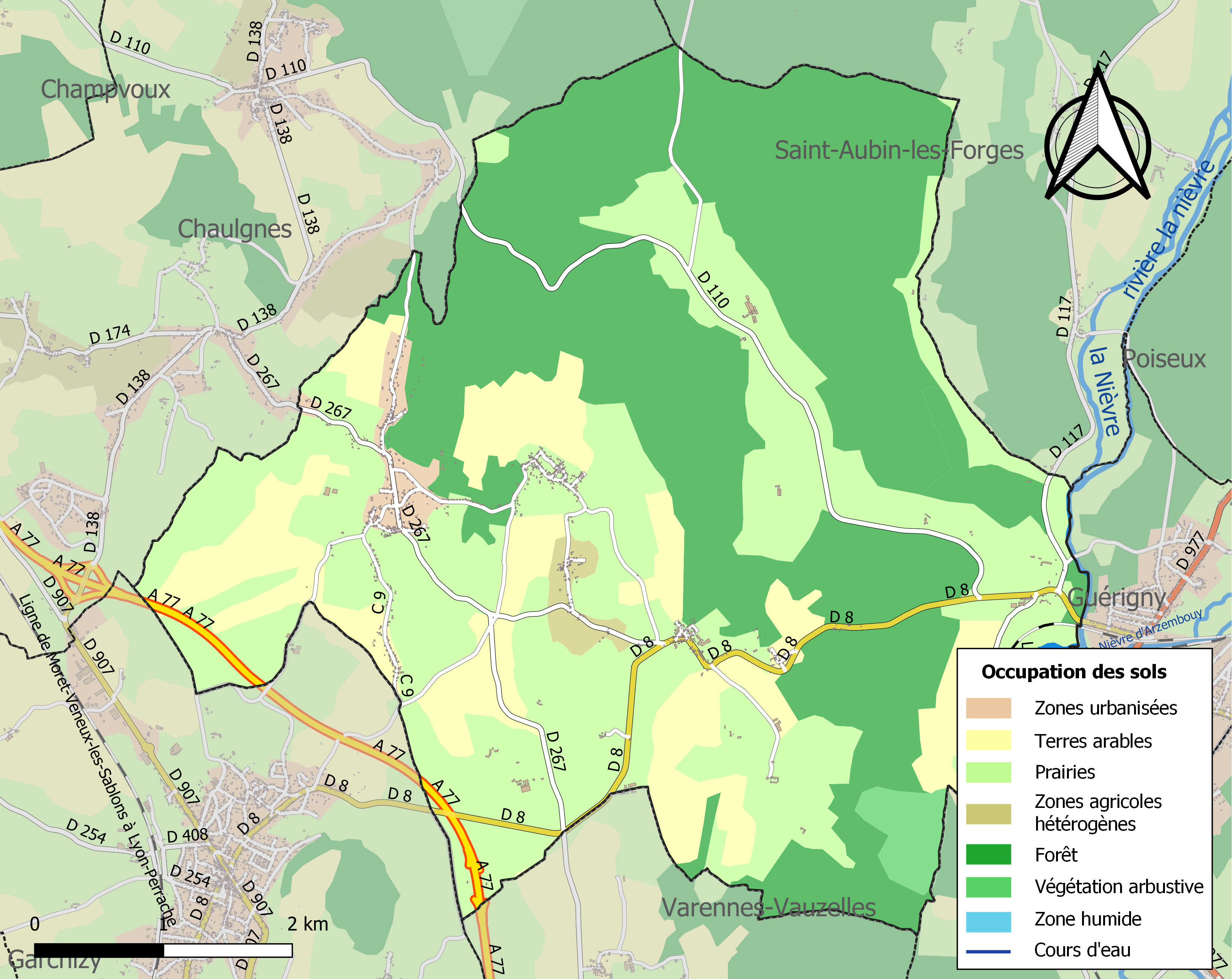
Carte des infrastructures et de l'occupation des sols de la commune en 2018 (CLC).

## Politique et administration
| Période                                  | Période  | Identité             | Étiquette | Qualité                                                                                   |
| ---------------------------------------- | -------- | -------------------- | --------- | ----------------------------------------------------------------------------------------- |
| avant 1981                               | ?        | Robert Jean-Baptiste | DVG       | Gérant d'entreprise                                                                       |
|                                          |          |                      |           |                                                                                           |
| 1989                                     | 2014     | Martine Vandelle     | PS        | Formatrice en centre d'apprentis Suppléante du député Gaëtan Gorce, conseillère régionale |
| 2014                                     | En cours | Jacques Mercier      | SE        | Fonctionnaire                                                                             |
| Les données manquantes sont à compléter. |          |                      |           |                                                                                           |

## Démographie
L'évolution du nombre d'habitants est connue à travers les recensements de la population effectués dans la commune depuis 1793. Pour les communes de moins de 10 000 habitants, une enquête de recensement portant sur toute la population est réalisée tous les cinq ans, les populations de référence des années intermédiaires étant quant à elles estimées par interpolation ou extrapolation. Pour la commune, le premier recensement exhaustif entrant dans le cadre du nouveau dispositif a été réalisé en 2005.

En 2022, la commune comptait 965 habitants, en évolution de +0,52 % par rapport à 2016 (Nièvre : −3,28 %, France hors Mayotte : +2,11 %).
| 1793 | 1800 | 1806 | 1821 | 1831  | 1836 | 1841  | 1846  | 1851  |
| ---- | ---- | ---- | ---- | ----- | ---- | ----- | ----- | ----- |
| 756  | 908  | 848  | 888  | 1 002 | 994  | 1 034 | 1 133 | 1 175 |

| 1856  | 1861  | 1866  | 1872  | 1876  | 1881  | 1886  | 1891  | 1896  |
| ----- | ----- | ----- | ----- | ----- | ----- | ----- | ----- | ----- |
| 1 080 | 1 119 | 1 115 | 1 102 | 1 091 | 1 047 | 1 046 | 1 008 | 1 002 |

| 1901 | 1906 | 1911 | 1921 | 1926 | 1931 | 1936 | 1946 | 1954 |
| ---- | ---- | ---- | ---- | ---- | ---- | ---- | ---- | ---- |
| 950  | 928  | 900  | 754  | 725  | 678  | 627  | 631  | 605  |

| 1962 | 1968 | 1975 | 1982 | 1990 | 1999 | 2005 | 2006 | 2010 |
| ---- | ---- | ---- | ---- | ---- | ---- | ---- | ---- | ---- |
| 641  | 540  | 515  | 804  | 938  | 904  | 969  | 968  | 972  |

| 2015 | 2020 | 2022 | - | - | - | - | - | - |
| ---- | ---- | ---- | - | - | - | - | - | - |
| 955  | 973  | 965  | - | - | - | - | - | - |

## Lieux et monuments
- Église Saint-Jean-Baptiste des Xe et XIe siècles ;
- Château de Mimont ;
- Château de Bizy ;
- Le lac Bleu ;
- Le coteau du Chaumois.

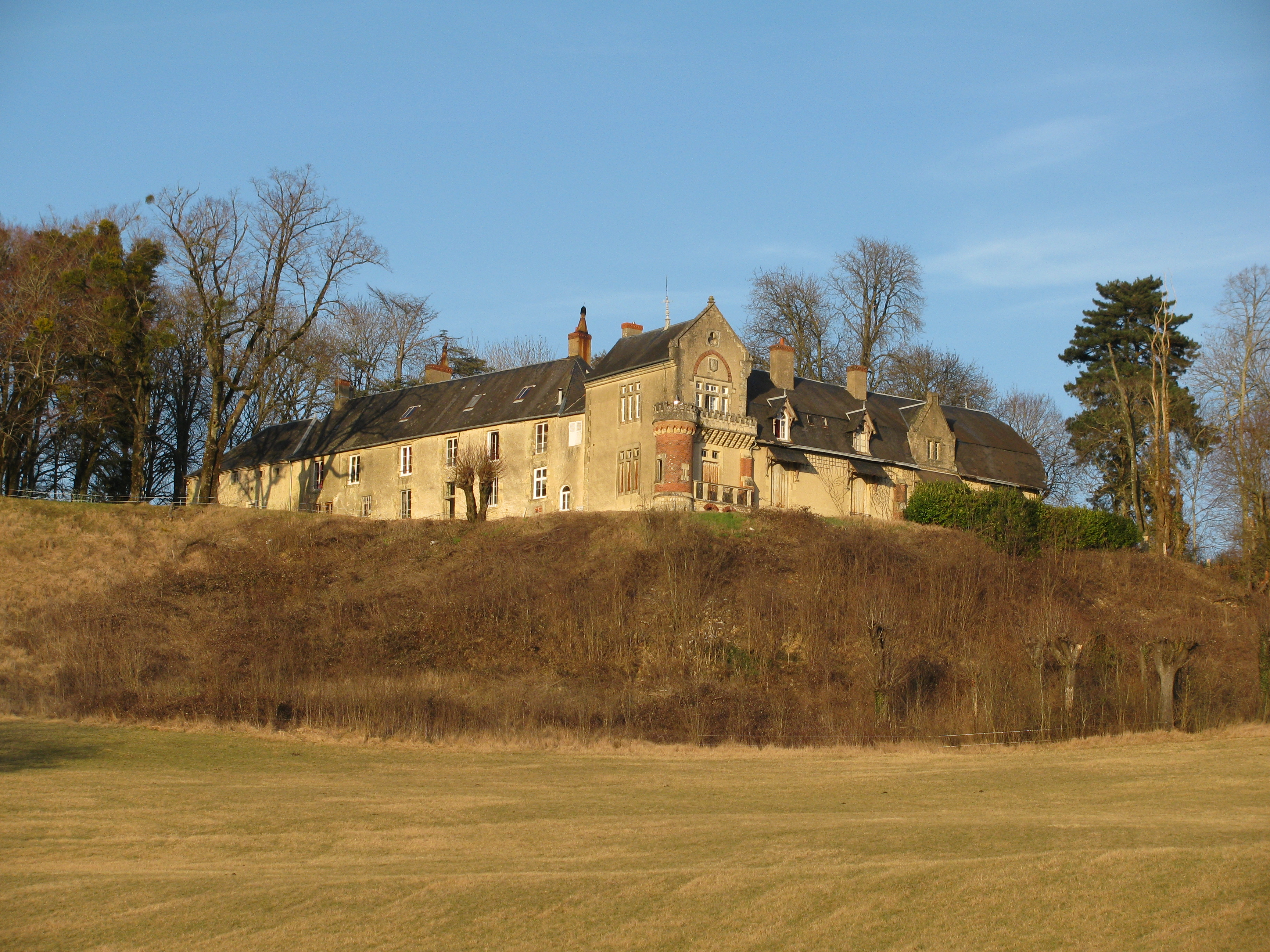
Le château de Mimont.
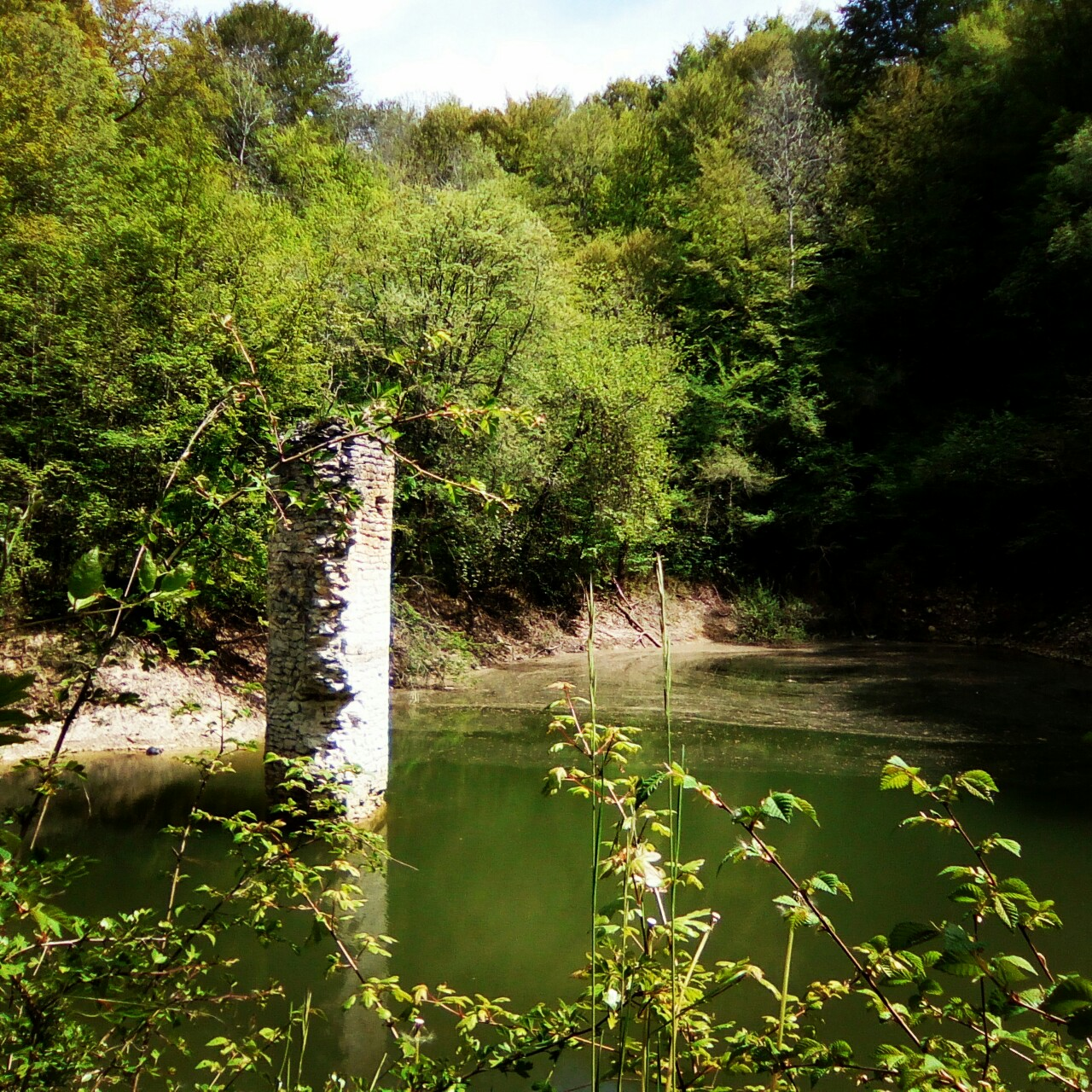
Tour du lac Bleu.

### Le château de Bizy
Ce château tient ses origines dès 1378. Après avoir subi les ravages des Anglais pendant la guerre de Cent Ans, Pierre Berthier fit construire un château en 1490 qui malheureusement fut encore détruit, cette fois par un incendie en 1702. L'actuel château a été bâti par Edouard Berthier en 1712. Jean-Jacques Rousseau y a séjourné.
Situé en pleine nature, en lisière de la forêt des Bertranges, c'est aujourd'hui une pension pour chiens et chats.

### Le coteau du Chaumois
Le Coteau du Chaumois est l'un des ENS (Espace Naturel Sensible) du département de la Nièvre. Il est aménagé en sentier de découverte : le sentier dit de « La Petite Cigale », d'une longueur d'1,2 km. Le sentier traverse le coteau calcaire avec des bornes pédagogiques. Il permet de découvrir les pelouses calcaires, les orchidées, les genévriers, les chardons mous, la vigne, la géologie et plus généralement la flore et la faune que représentent les oiseaux et les papillons. Pour y accéder, depuis Nevers, quitter l'autoroute par la sortie 32, traverser Varennes Bourg en direction de Parigny-les-Vaux tout en longeant la D 267. Le Coteau du Chaumois est ensuite indiqué. Garer son véhicule juste avant la direction de Pinay et monter la côte. Le sentier débute à gauche à quelques pas à pied.

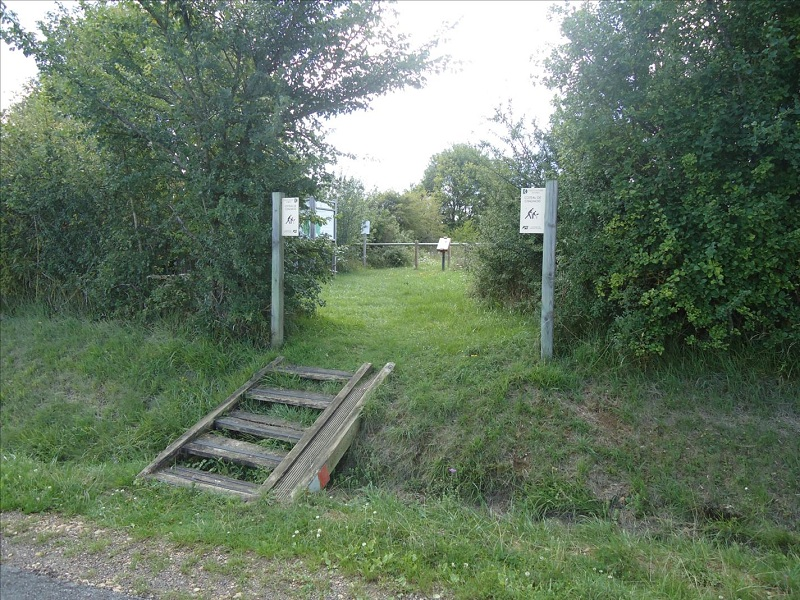
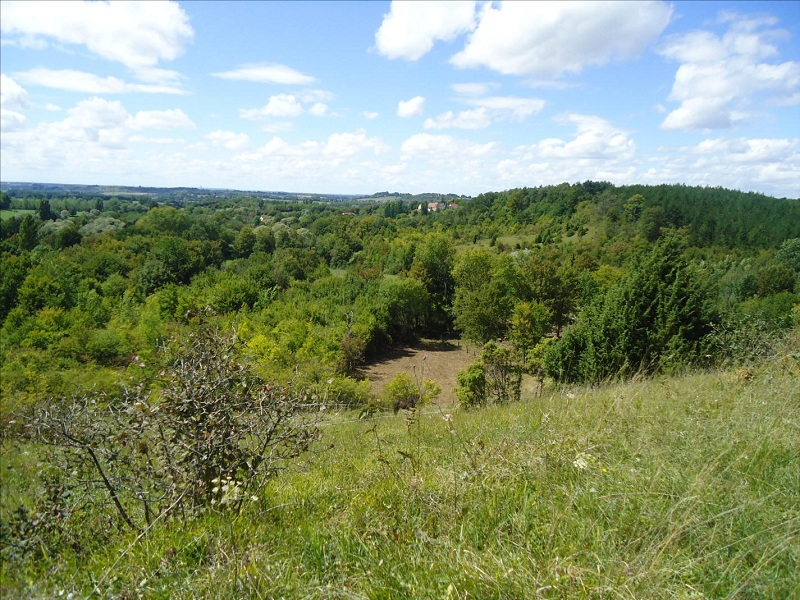
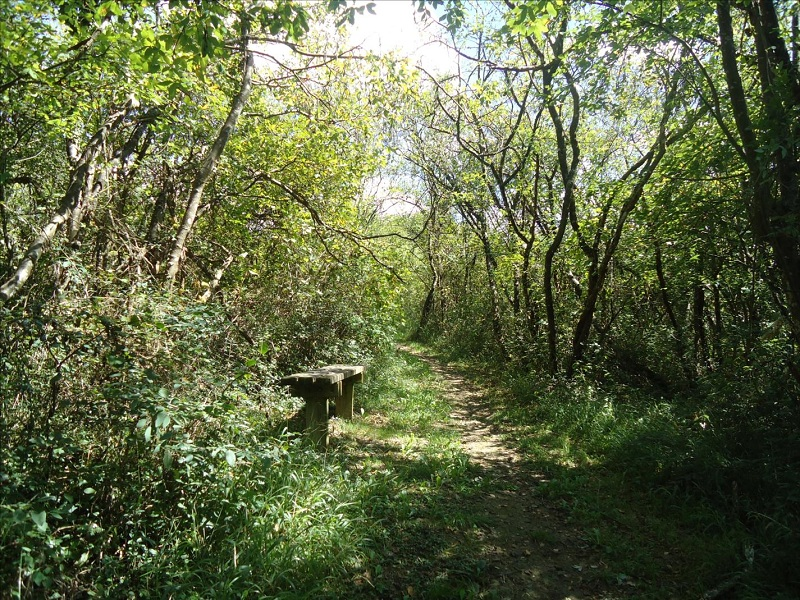
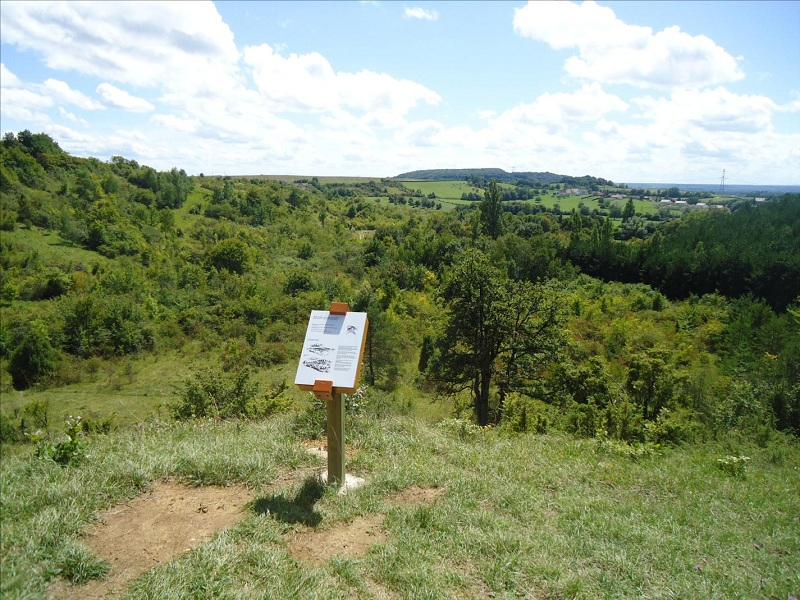

## Personnalités liées à la commune
Le comte de Choulot, célèbre paysagiste du XIXe siècle, vivait au château de Mimont et est inhumé dans le cimetière du village.